# Arnold Palmer Cup
A Copa Arnold Palmer (Arnold Palmer Cup) é uma competição anual de golfe disputada por equipes entre os golfistas universitários norte-americanos e os golfistas universitários/colegiais europeus. Até 2016, era conhecida como Palmer Cup. As equipes são escolhidas com base na nacionalidade, e não de acordo com o local das universidades dos jogadores. Muitos dos jogadores europeus cursam universidades norte-americanas, embora bolsas esportivas nunca foram características do sistema universitário da Europa. Entre 1997 e 2002, os Estados Unidos disputavam apenas com a Grã-Bretanha e com a Irlanda, outros jogadores europeus foram autorizados a participar somente a partir de 2003. As equipes são formadas por oito jogadores. Jogadores europeus que estudam nos Estados Unidos, não podem participar da equipe norte-americana.
O atual formato consiste em cinco jogos fourball, cinco jogos foursome e dois sets de dez jogos individuais de 30 pontos no geral.
A partir de 2018 haverá duas principais mudanças. As equipes serão em sexo mista e serão compostas por doze homens e por doze mulheres. Além disso, a equipe da Europa será substituída por uma equipe internacional abrangendo todos os jogadores com cidadania fora dos Estados Unidos.
A Europa vence o torneio de 2008 e manteve com sucesso o troféu em 2009 com uma vitória de 13–11, isto empatou a competição geral em 6–6–1. Os Estados Unidos vencem o torneio de 2010, pela primeira vez em solo europeu desde 2002, com uma vitória de 13–11, dando aos Estados Unidos uma vantagem geral de 7–6–1 na série Palmer Cup. A equipe norte-americana vence novamente em 2011, com 13–11, para aumentar o recorde geral de 8–6–1. A Europa vence a Palmer Cup de 2012, 13½–10½, ao vencer sete dos oitos jogos individuais no último dia. Os Estados Unidos triunfam em 2013 e criam o recorde geral. A Europa vence em 2014, 18½–11½, ao vencer oito dos dez jogos individuais no último dia e cortou a vantagem norte-americana para 9–8–1. Os Estados Unidos recuperaram a copa em 2015, por 18–12, melhorando seu recorde geral de 10–8–1.

## Resultados
| Ano  | Campeão               | Margem  | Organização                         | Local            |
| ---- | --------------------- | ------- | ----------------------------------- | ---------------- |
| 2016 | União Europeia        | 18½–11½ | Formby Golf Club                    | Inglaterra       |
| 2015 | Estados Unidos        | 18–12   | Rich Harvest Farms                  | Illinois         |
| 2014 | União Europeia        | 18½–11½ | Walton Heath Golf Club              | Inglaterra       |
| 2013 | Estados Unidos        | 20½–9½  | Wilmington Country Club             | Delaware         |
| 2012 | União Europeia        | 13½–10½ | Royal County Down Golf Club         | Irlanda do Norte |
| 2011 | Estados Unidos        | 13–11   | The Stanwich Club                   | Connecticut      |
| 2010 | Estados Unidos        | 13–11   | Royal Portrush Golf Club            | Irlanda do Norte |
| 2009 | União Europeia        | 13–11   | Cherry Hills Country Club           | Colorado         |
| 2008 | União Europeia        | 14–10   | Glasgow Golf Club Gailes Links      | Escócia          |
| 2007 | Estados Unidos        | 18–6    | Caves Valley Golf Club              | Marilândia       |
| 2006 | União Europeia        | 19½–4½  | Prestwick Golf Club                 | Escócia          |
| 2005 | Estados Unidos        | 14–10   | Whistling Straits, Campo Irlandês   | Wisconsin        |
| 2004 | União Europeia        | 14½–9½  | Ballybunion Golf Club               | Irlanda          |
| 2003 | União Europeia        | 14–10   | Kiawah Island Club, Cassique Course | Carolina do Sul  |
| 2002 | Estados Unidos        | 15½–8½  | Doonbeg Golf Club                   | Irlanda          |
| 2001 | Estados Unidos        | 18–6    | Baltusrol Golf Club                 | Nova Jérsei      |
| 2000 | Reino Unido & Irlanda | 12½–11½ | Royal Liverpool Golf Club           | Inglaterra       |
| 1999 | Estados Unidos        | 17½–6½  | Honors Course                       | Tennessee        |
| 1998 | Empate                | 12–12   | Old Course & New Course             | Escócia          |
| 1997 | Estados Unidos        | 19–5    | Bay Hill Club and Lodge             | Flórida          |

## Futuros locais
- 2017 – Atlanta Athletic Club (Johns Creek, Geórgia)

## Prêmio Michael Carter
O prêmio Michael Carter foi criado em 2002. No dia 13 de fevereiro de 2002, o ex-jogador de golfe da Universidade Estadual da Pensilvânia, Michael Carte, morreu num acidente de carro, aos 19 anos. "O Michael Carter “Junior” Memorial Award" é apresentado ao participante da Arnold Palmer Cup de cada equipe que melhor representa as qualidades e ideais que fez este jovem incomparável".

## Ex-participantes
Os seguintes competidores posteriormente haviam disputado tanto na Copa Ryder quanto na Presidents Cup:
Ben Curtis,
Luke Donald (2),
Rickie Fowler,
Lucas Glover (2),
Bill Haas (2),
J. J. Henry,
J. B. Holmes,
Dustin Johnson,
Chris Kirk,
Matt Kuchar (2),
Hunter Mahan,
Graeme McDowell (2),
Francesco Molinari,
Webb Simpson,
Brandt Snedeker.